# Dávid Nagy
Dávid Nagy (* 14. Juli 1999 in Budapest) ist ein ungarischer Degenfechter.

## Erfolge
Dávid Nagy gelang der erste internationale Erfolg bei den Europaspielen 2023 in Krakau. Mit Tibor Andrásfi, Máté Tamás Koch und Gergely Siklósi sicherte er sich den Gesamtsieg und erhielt damit die Goldmedaille. Bei den Olympischen Spielen 2024 in Paris wurde Nagy nicht für das Einzel nominiert und startete lediglich im Mannschaftswettbewerb. In diesem erreichte er gemeinsam mit Andrásfi, Koch und Siklósi das Finale, nachdem in der ersten Runde Kasachstan und im anschließenden Halbfinale Frankreich jeweils mit 45:30 bezwungen wurden. Dort trafen die Ungarn auf die Équipe Japans, die sie knapp mit 26:25 ebenfalls bezwangen und damit Olympiasieger wurden.
Für seinen Olympiasieg wurde Nagy 2024 das Offizierskreuz des Ungarischen Verdienstordens verliehen.